# Gustaf Widner
Gustaf Widner, född 14 oktober 1893 i Bro-Malma församling, Västmanlands län, död 2 maj 1968 i Kolsva församling, Västmanlands län, var en svensk verkstadsarbetare och politiker (socialdemokrat).
Widner var ledamot av riksdagens första kammare från 1946, invald i Södermanlands och Västmanlands läns valkrets. Han var även ledamot av kommunfullmäktige från 1919 och ordförande där 1938–1947.